# باد بيرغتسابرن
باد برغزابرن (بالألمانية: Bad Bergzabern) هي بلدة ألمانية تقع في ألمانيا في راينلند بالاتينات. يقدر عدد سكانها بـ 7,808 نسمة .

## المدن التوأمة
مدن آمبرغ وLichtenfels هي مدن توأمة لـباد برغزابرن.

## أعلام
- كونراد كنول
- جورج ويبر
- يوهان وولف
- كورت بيك
- كونراد هوبير

## معرض الصور

Bad Bergzabern - باد بيرغتسابرن
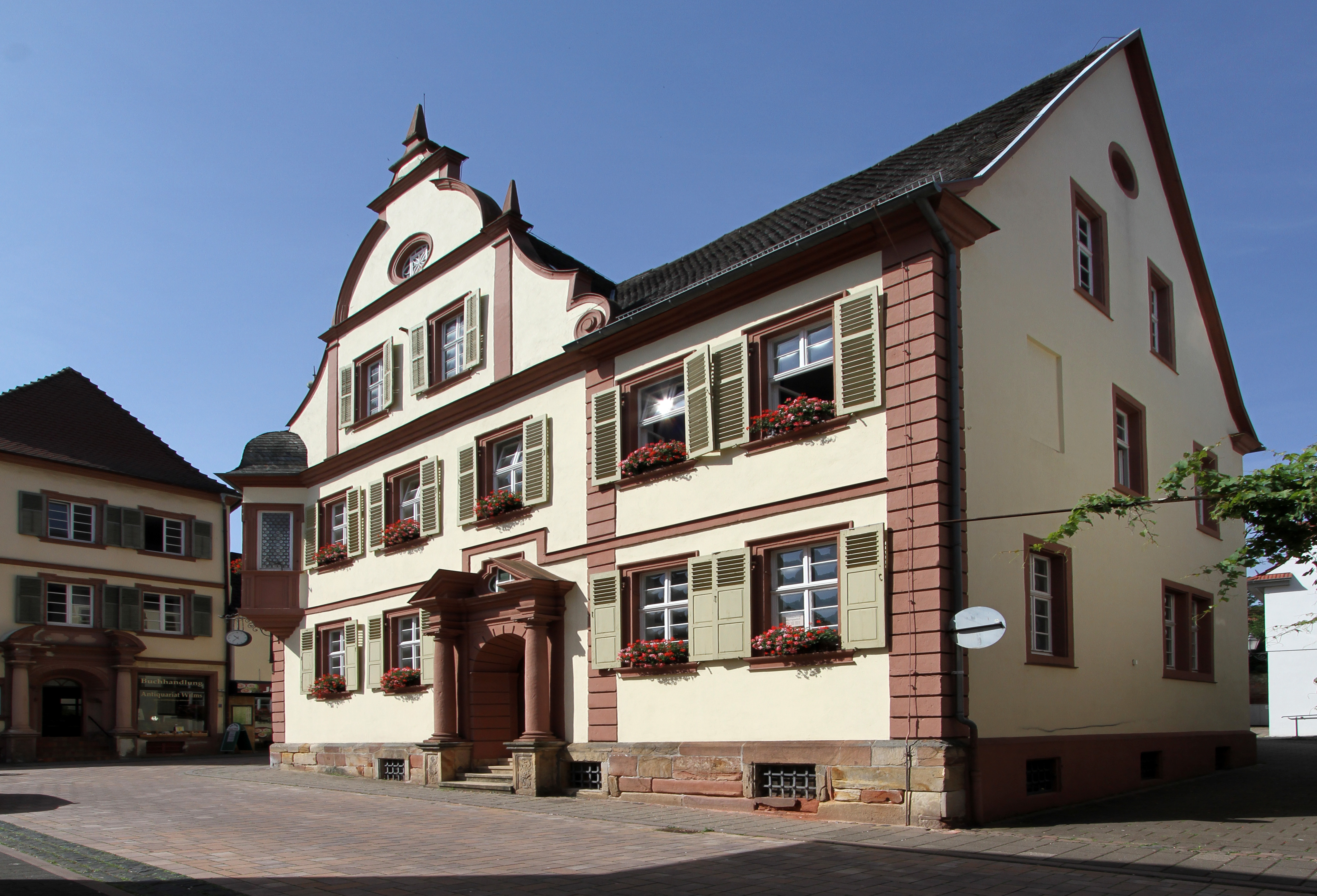
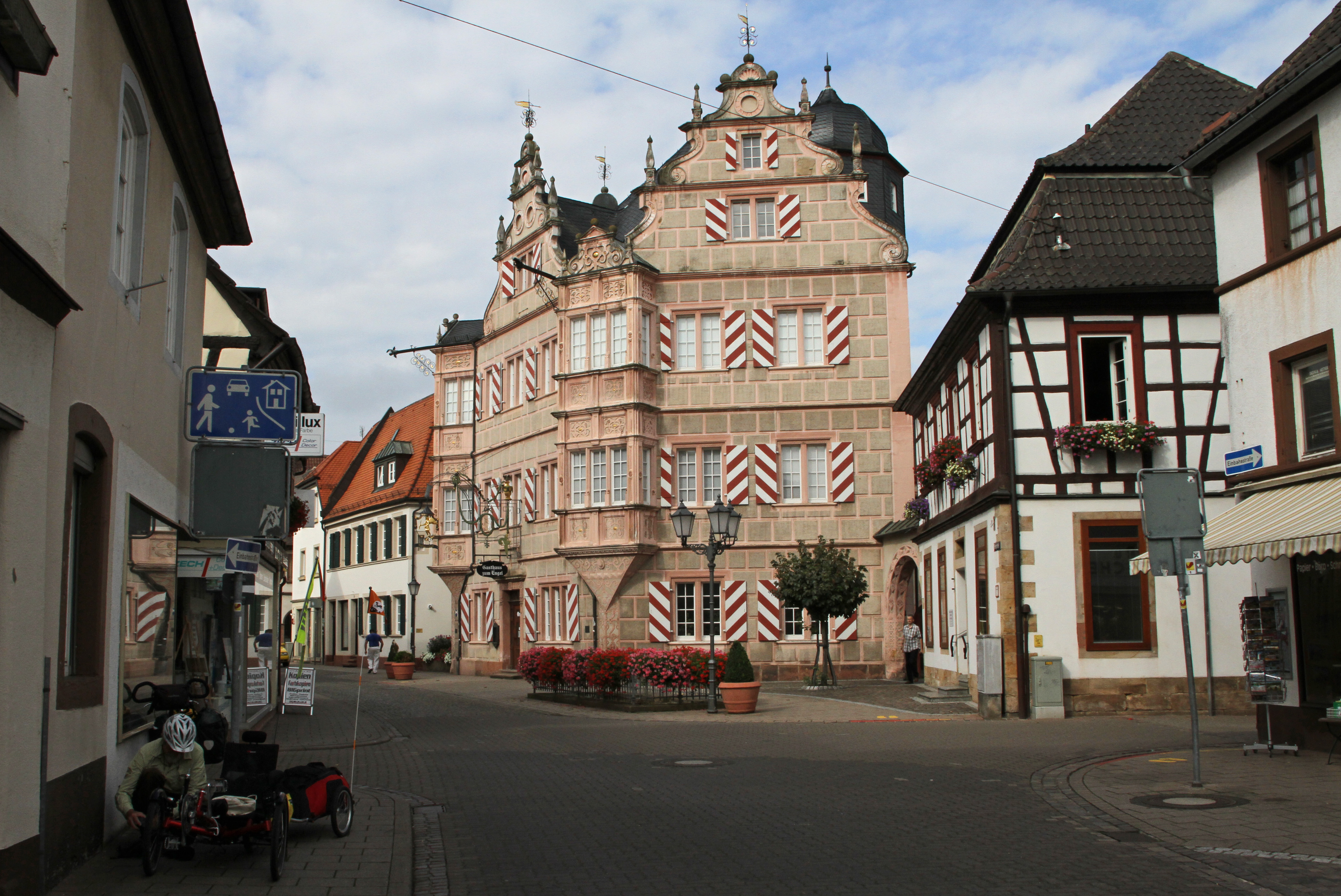
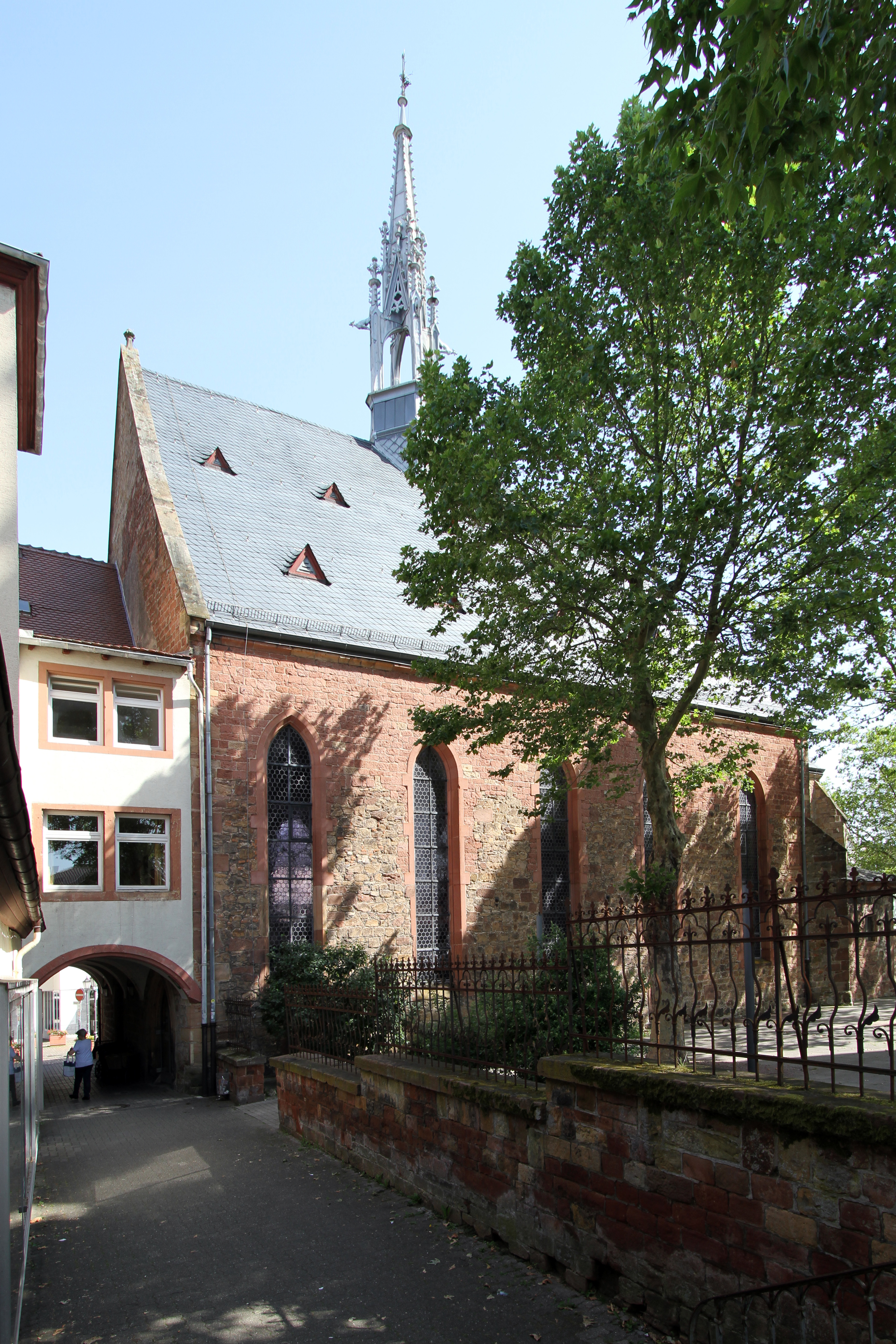
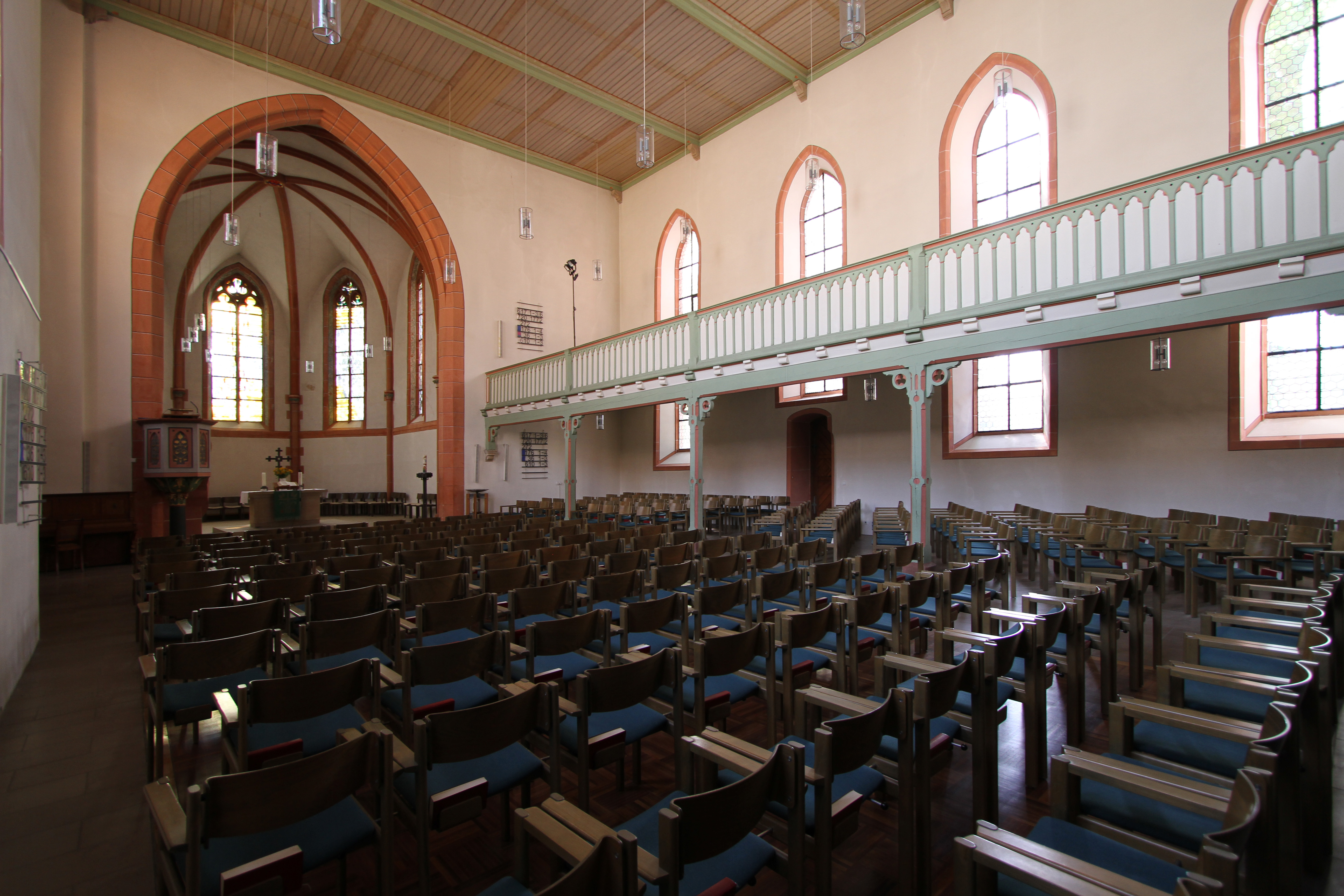
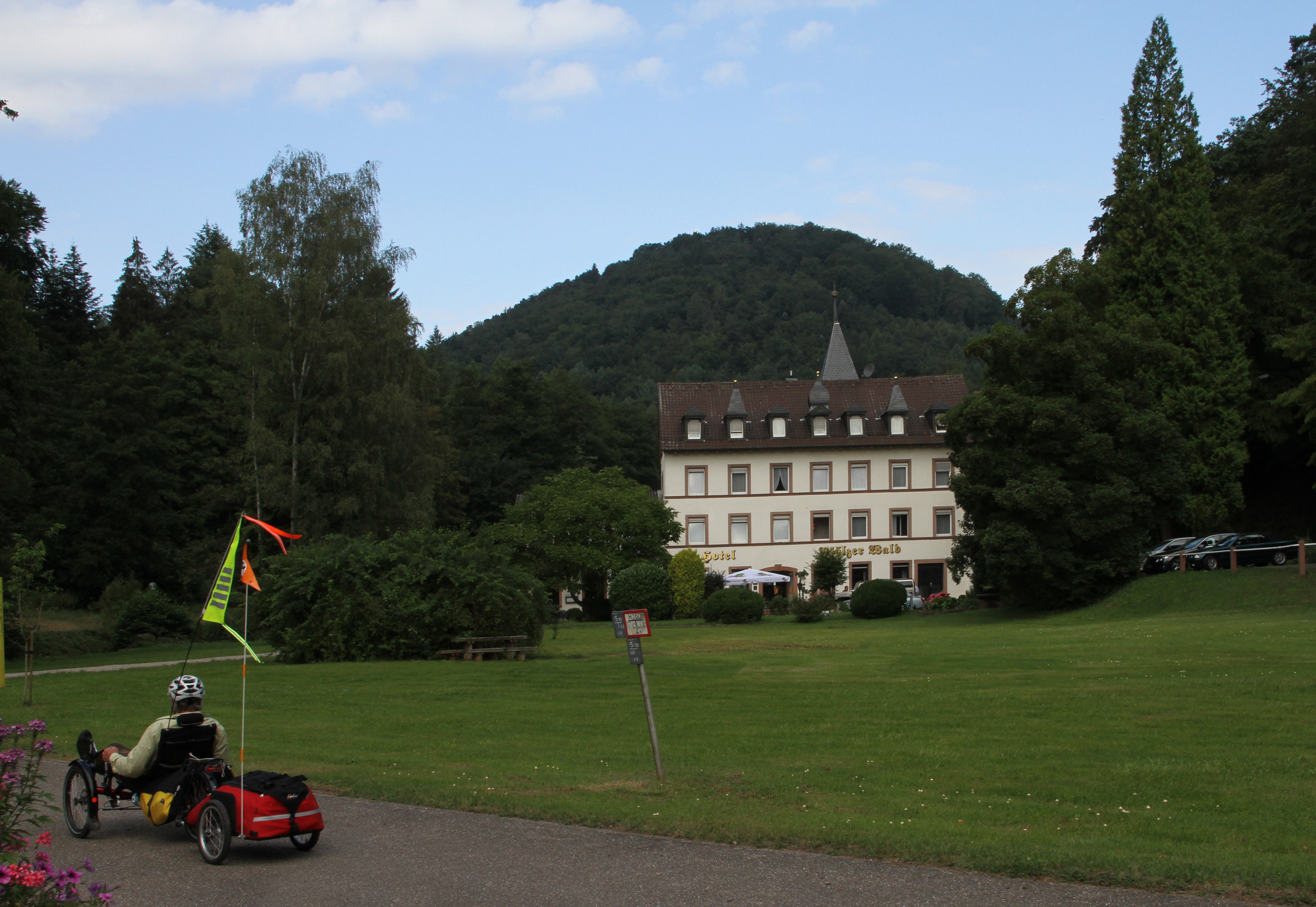
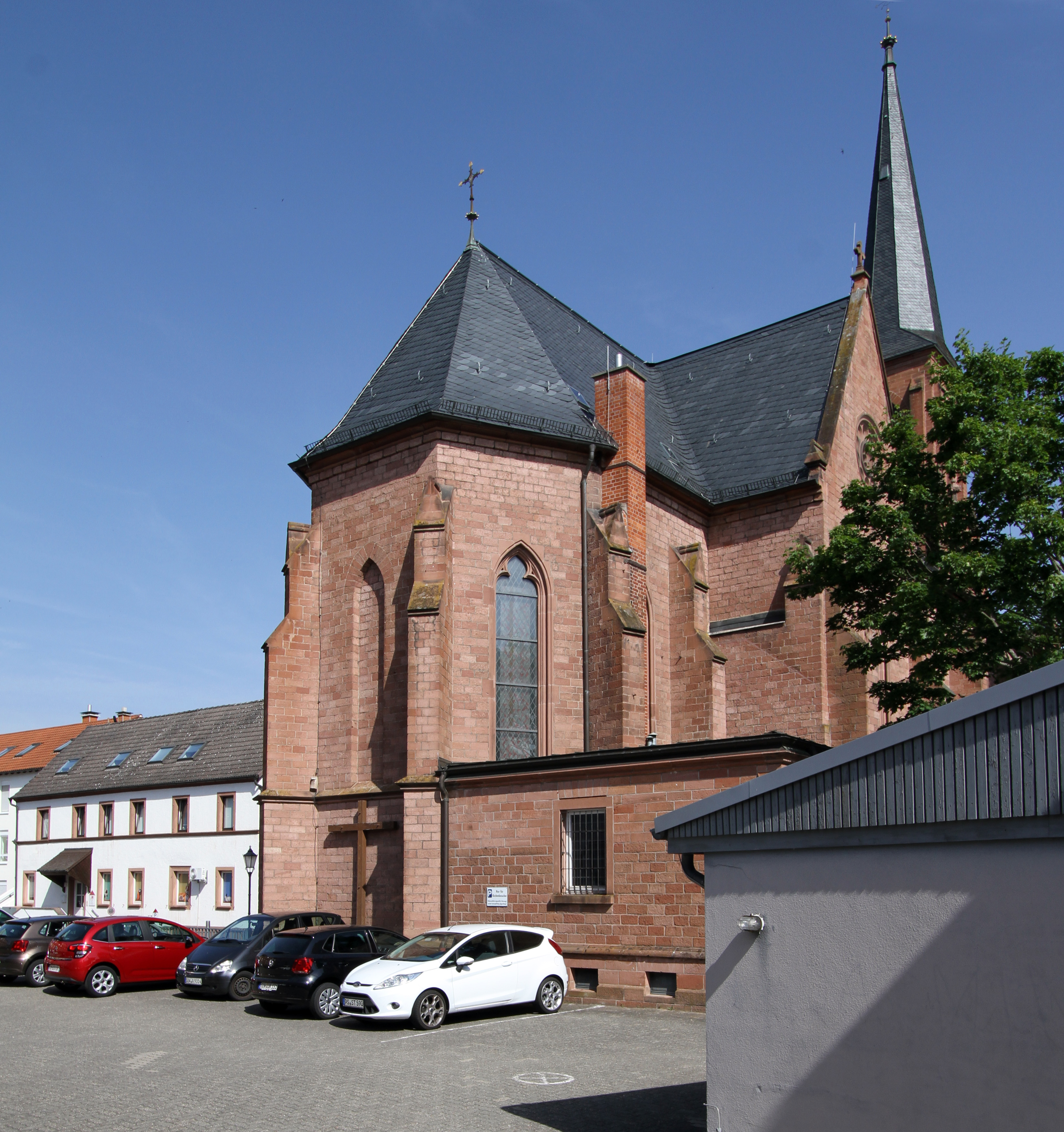
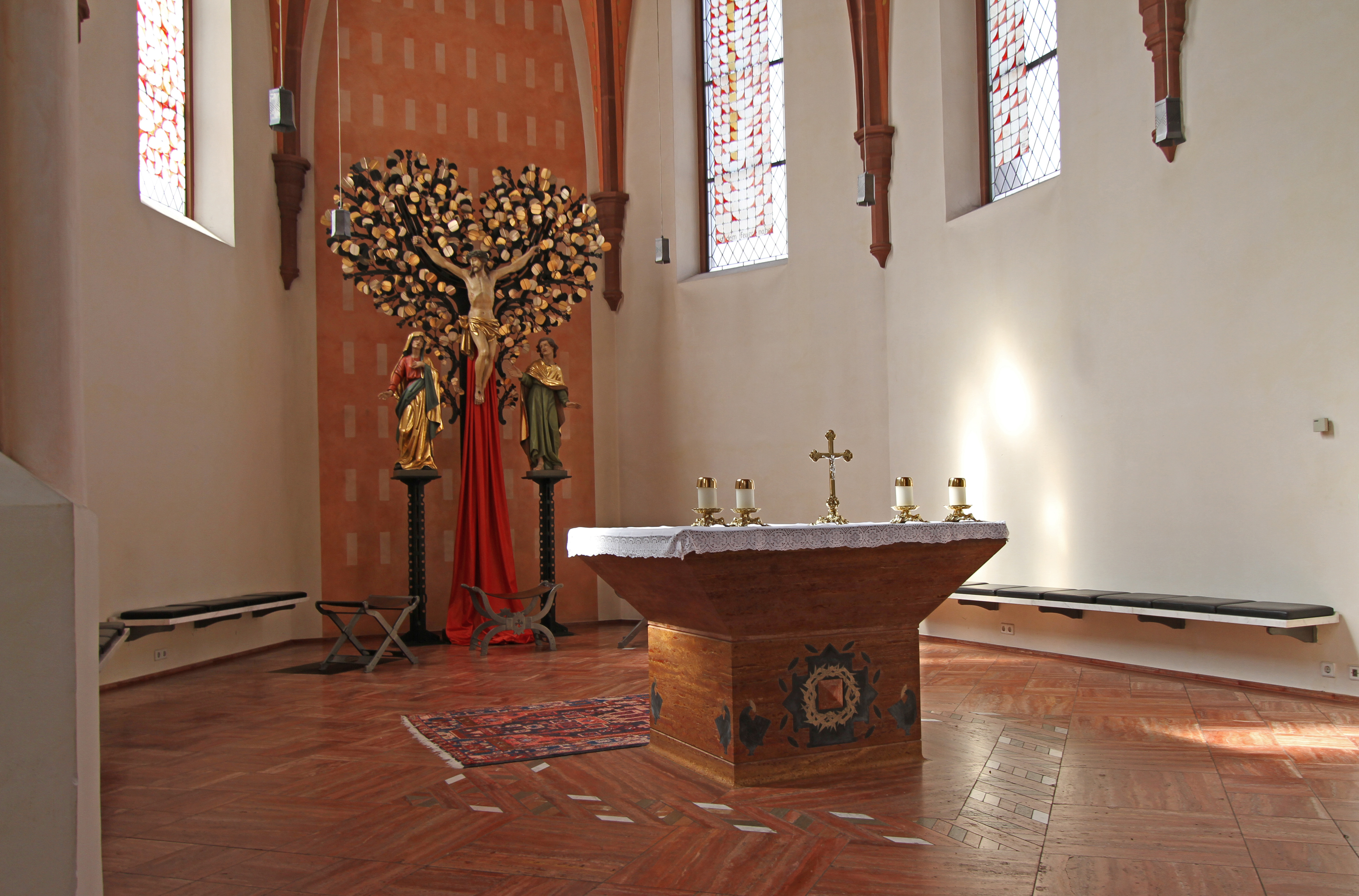
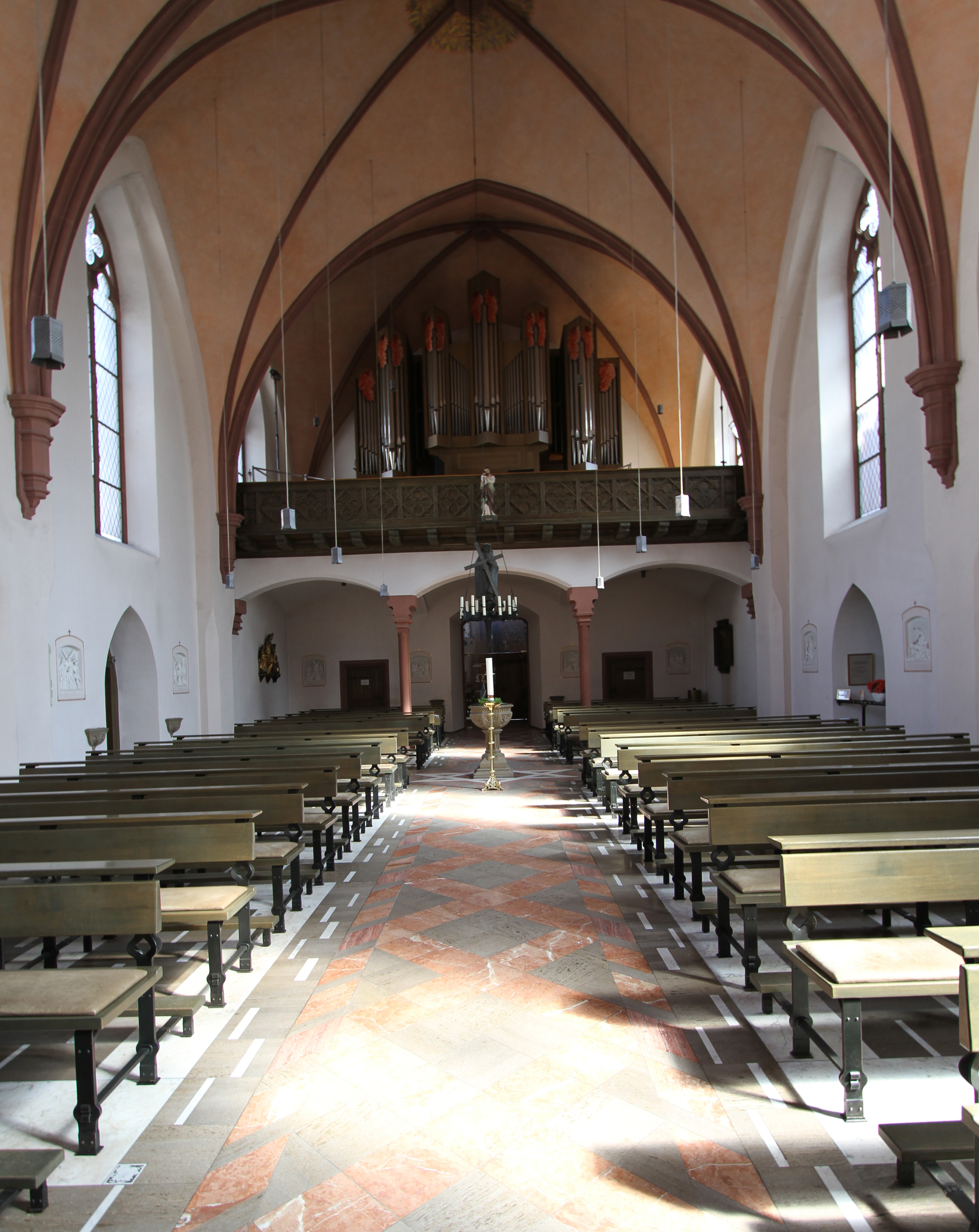